# المستحمات (سيزان)
المستحمات هي لوحة زيتية غير مكتملة للفنان الفرنسي بول سيزان.اللوحة معروضة حالياً في متحف فيلادلفيا للفنون.